# Willem Boeijenga
Willem Boeijenga (Lollum, 25 september 1909 - Gauw, 8 augustus 1944) was een Nederlandse verzetsstrijder tijdens de Tweede Wereldoorlog.

## Levensloop

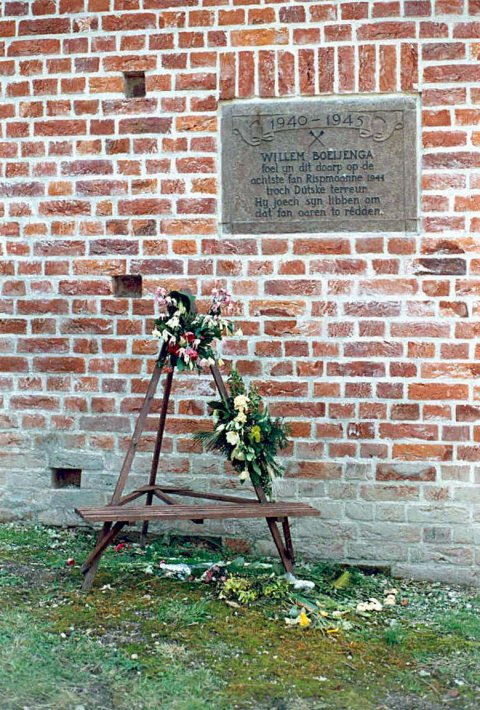
Oorlogsmonument

Boeijenga, van beroep bakker in het Friese dorp Gauw, was medewerker van de Landelijke Organisatie voor Hulp aan Onderduikers (LO) in de toenmalige gemeente Wymbritseradiel.
In zijn woning verborg hij een uit Amsterdam afkomstige joodse onderduikster. Na verraad door Pieter Bergsma, veldwachter-conciërge van het gemeentehuis in Akkrum, werd Boeijenga op 8 augustus 1944 in Gauw gearresteerd en ter plekke gefusilleerd. De onderduikster werd gedeporteerd naar een concentratiekamp, maar overleefde de oorlog.
Willem Boeijenga ligt begraven op de N.H. begraafplaats bij de kerk van Gauw. Ter herinnering aan hem werd de belangrijkste straat in het dorp omgedoopt tot de Boeijengastrjitte. Ook is in de kerktoren een uit rode zandsteen vervaardigde gedenksteen ingemetseld, die werd ontworpen door de Friese architect A. Goodijk. De tekst op de steen luidt:
1940-1945

WILLEM BOEIJENGA

foel yn dit doarp op de

achtste van Rispmoanne 1944

troch Dútkse terreur.

Hy joech syn libben om

dat fan oaren te rêdden.